# Grand Slam (tenisz)
A teniszben Grand Slamnek nevezzük azt a teljesítményt, ha (egyéniben vagy párosban) az alábbi tornák mindegyikét megnyeri valaki:
- Australian Open
- Roland Garros
- Wimbledon
- US Open

„Klasszikus” (vagy igazi) Grand Slamről akkor beszélhetünk, ha valaki egy naptári éven belül nyeri meg a négy tornát (melyeket gyakran neveznek Grand Slam-tornáknak).

## Klasszikus Grand Slam

### Egyéni
- Don Budge (1938)
- Maureen Connolly (1953)
- Rod Laver (1962)
- Rod Laver (1969)
- Margaret Smith Court (1970)
- Steffi Graf (1988) – abban az évben ő nyerte az olimpiát is, ezt a sikersorozatát „Golden Slam” néven szokás emlegetni.

### Junior egyéni
- Stefan Edberg (1983)

### Páros
- Frank Sedgman & Ken McGregor (1951)
- Margaret Smith Court & Ken Fletcher (1963)
- Martina Navratilova & Pam Shriver (1984)

Három teniszező úgy nyert Grand Slamet párosban, hogy az Australian Open után partnert cserélt, de ő maga mind a négy tornát megnyerte:
- Maria Bueno (1960), előbb Christine Truman, majd Darlene Hard társaként
- Owen Davidson (1967), előbb Lesley Turner, majd Billie Jean King társaként
- Martina Hingis (1998), előbb Mirjana Lučić, majd Jana Novotná társaként

Margaret Smith kétszer is partnert váltott:
- Margaret Smith Court (1965), először John Newcombe, majd Ken Fletcher, végül Fred Stolle társaként

## Négy egymást követő győzelem
Előfordult, hogy egy versenyző úgy nyerte meg mind a négy versenyt, hogy nem egy naptári éven belül, de négy egymást követő versenyen győzött.

### Egyéni

#### Férfiak
- Novak Djokovic (2015–2016) (négy egymást követő győzelem)
  - megjegyzés: A 2015-ös Wimbledon és US Open után 2016-ban megnyerte az Australian Opent és a Roland Garrost.

#### Nők
- Martina Navratilova (1983–1984) (hat egymást követő tornagyőzelem)
  - megjegyzés: Az Australian Open 1977 és 1985 között decemberben volt, csak 1987-től került vissza januárra. Navratilova sorozata tehát Wimbledon, US Open és Australian Open 1983-ban, majd Roland Garros, Wimbledon és US Open 1984-ben.
- Steffi Graf (1993–1994) 
  - megjegyzés: Az 1993-as Roland Garros, Wimbledon és US Open után 1994-ben megnyerte az Australian Opent.
- Serena Williams (2002–2003)
  - megjegyzés: A 2002-es Roland Garros, Wimbledon és US Open után 2003-ban megnyerte az Australian Opent.

### Páros
- Gigi Fernández & Natallja Zverava (1992–1993) (hat egymást követő győzelem az 1992-es Roland Garrostól az 1993-as Wimbledonig)

## Karrier Grand Slam

### Egyéni
Több teniszező is nyert mind a négy versenyen, de nem egymás után. Az open erában elsőként Novak Đokovićnak sikerült kétszer is teljesítenie a karrier Grand Slamet.

#### Férfiak
- Fred Perry
- Don Budge
- Rod Laver
- Roy Emerson
- Andre Agassi
- Roger Federer
- Rafael Nadal (kétszer )
- Novak Đoković (kétszer)

#### Nők
- Maureen Connolly
- Doris Hart
- Shirley Fry Irvin
- Margaret Court
- Billie Jean King
- Chris Evert
- Martina Navratilova
- Steffi Graf
- Serena Williams
- Marija Sarapova

Főképp a férfi mezőnyre jellemző, hogy nem kevés olyan játékos van, aki bár korszaka legmeghatározóbb játékosai közé tartozott, mégsem tudott mind a négy tornán győzni. Az eltérő pályaborítások eltérő játékstílust követeltek mindig, s így voltak olyan játékosok, akik egy-egy tornán sohasem tudtak nyerni. John Newcombe, Jimmy Connors, Boris Becker, Stefan Edberg és Pete Sampras mindig elbukta a salakos Roland Garrost, míg Ken Rosewall, Ivan Lendl vagy Mats Wilander soha nem tudott győzni a füves Wimbledonban.

### Páros
Párosok, akik együttes karrierjük során győztek mind a négy Grand Slam-tornán:
Férfi páros
- Lew Hoad & Ken Rosewall
- Todd Woodbridge & Mark Woodforde
- Jacco Eltingh & Paul Haarhuis
- Bob Bryan & Mike Bryan
- John Newcombe & Tony Roche

Női páros
- Kathy Jordan & Anne Smith
- Serena Williams & Venus Williams
- Sara Errani & Roberta Vinci
- Barbora Krejčíková & Kateřina Siniaková

Vegyes páros
- Doris Hart & Frank Sedgman
- Margaret Court & Ken Fletcher
- Martina Hingis & Lijendar Pedzs

Játékosok, akik karrierjük során különböző társakkal győztek mind a négy Grand Slam-tornán:
Férfi párosban
- Adrian Quist
- Neale Fraser
- Roy Emerson
- Bob Hewitt
- John Fitzgerald
- Anders Jarryd
- Jonas Björkman
- Daniel Nestor
- Lijendar Pedzs

Női párosban
- Louise Brough Clapp
- Doris Hart
- Shirley Fry Irvin
- Althea Gibson
- Margaret Court
- Lesley Turner Bowrey
- Judy Tegart Dalton
- Helena Suková
- Jana Novotná
- Lisa Raymond

Vegyes párosban
- Jean Borotra
- Billie Jean King
- Marty Riessen
- Bob Hewitt
- Mark Woodforde
- Todd Woodbridge
- Martina Navratilova
- Daniela Hantuchová
- Mahes Bhúpati
- Cara Black

## Összefoglaló táblázatok

### Grand Slamet elért játékosok
Összesítés
| #  | Év   | Játékos                          | Ország                          | Versenyforma     | Megjegyzés                                                                                   |
| -- | ---- | -------------------------------- | ------------------------------- | ---------------- | -------------------------------------------------------------------------------------------- |
| 1  | 1938 | Don Budge                        | Amerikai Egyesült Államok       | Férfi egyes      | 6 egymás utáni GS-győzelem részeként                                                         |
| 2  | 1951 | Ken McGregor Frank Sedgman       | Ausztrália · Ausztrália         | Férfi páros      | 7 egymás utáni GS-győzelem részeként 8 egymás utáni GS-győzelem részeként                    |
| 3  | 1953 | Maureen Connolly                 | Amerikai Egyesült Államok       | Női egyes        | 6 egymás utáni GS-győzelem részeként                                                         |
| 4  | 1960 | Maria Bueno                      | Brazília                        | Női páros        | Christine Truman és Darlene Hard partnereként                                                |
| 5  | 1962 | Rod Laver                        | Ausztrália                      | Férfi egyes      |                                                                                              |
| 6  | 1963 | Margaret Court Ken Fletcher      | Ausztrália · Ausztrália         | Vegyes páros     | 7 egymás utáni GS-győzelem részeként 6 egymás utáni GS-győzelem részeként                    |
| 7  | 1965 | Margaret Court                   | Ausztrália                      | Vegyes páros     | Roy Emerson, Ken Fletcher és Fred Stolle partnereként – 5 egymás utáni GS-győzelem részeként |
| 8  | 1967 | Owen Davidson                    | Ausztrália                      | Vegyes páros     | Lesley Turner ésBillie Jean King partnereként                                                |
| 9  | 1969 | Rod Laver                        | Ausztrália                      | Férfi egyes      | Az egyetlen játékos, aki kétszer is teljesítette a Grand Slamet                              |
| 10 | 1970 | Margaret Court                   | Ausztrália                      | Női egyes        | 6 egymás utáni GS-győzelem részeként                                                         |
| 11 | 1983 | Stefan Edberg (junior versenyen) | Svédország                      | Junior fiú egyes | Az egyetlen junior versenyző, aki teljesítette a Grand Slamet                                |
| 12 | 1984 | Martina Navratilova Pam Shriver  | Amerikai Egyesült Államok · USA | Női páros        | 8 egymás utáni GS-győzelem részeként                                                         |
| 13 | 1988 | Steffi Graf                      | NSZK                            | Női egyes        | 5 egymás utáni GS-győzelem részeként                                                         |
| 14 | 1998 | Martina Hingis                   | Svájc                           | Női páros        | Partnerei: Mirjana Lučić és Jana Novotná                                                     |

### Karrier Grand Slam
A táblázatokban vastagítva a teljesítés éve. Novak Đoković kétszeresen teljesítette a karrier Grand Slamet.
Férfi egyéni
| # | Játékos       | Kor   | Australian Open | Roland Garros | Wimbledon | US Open   |
| - | ------------- | ----- | --------------- | ------------- | --------- | --------- |
| 1 | Fred Perry    | 26    | 1934            | 1935          | 1934      | 1933      |
| 2 | Don Budge     | 23    | 1938            | 1938          | 1937      | 1937      |
| 3 | Rod Laver     | 24    | 1960            | 1962          | 1961      | 1962      |
| 4 | Roy Emerson   | 27    | 1961            | 1963          | 1964      | 1961      |
| 5 | Andre Agassi  | 29    | 1995            | 1999          | 1992      | 1994      |
| 6 | Roger Federer | 27    | 2004            | 2009          | 2003      | 2004      |
| 7 | Rafael Nadal  | 24    | 2009            | 2005          | 2008      | 2010      |
| 8 | Novak Đoković | 29 34 | 2008 2011       | 2016 2021     | 2011 2014 | 2011 2015 |

Női egyéni
Steffi Graf négyszeresen is teljesítette a karrier Grand Slamet.
| #  | Játékos             | Kor | Australian Open | Roland Garros | Wimbledon | US Open |
| -- | ------------------- | --- | --------------- | ------------- | --------- | ------- |
| 1  | Maureen Connolly    | 18  | 1953            | 1953          | 1952      | 1951    |
| 2  | Doris Hart          | 28  | 1949            | 1950          | 1951      | 1954    |
| 3  | Shirley Fry Irvin   | 29  | 1957            | 1951          | 1956      | 1956    |
| 4  | Margaret Court      | 20  | 1960            | 1962          | 1963      | 1962    |
| 5  | Billie Jean King    | 28  | 1968            | 1972          | 1966      | 1967    |
| 6  | Chris Evert         | 28  | 1982            | 1974          | 1974      | 1975    |
| 7  | Martina Navratilova | 26  | 1981            | 1982          | 1978      | 1983    |
| 8  | Steffi Graf         | 19  | 1988            | 1987          | 1988      | 1988    |
| 9  | Serena Williams     | 21  | 2003            | 2002          | 2002      | 1999    |
| 10 | Marija Sarapova     | 25  | 2008            | 2012          | 2004      | 2006    |

Megjegyzés: 1977–1985 között az Australian Opent decemberben rendezték, így a naptári év utolsó GS-versenye volt.
Férfi páros versenyzők
| #  | Játékos         | Kor | Australian Open | Roland Garros | Wimbledon | US Open |
| -- | --------------- | --- | --------------- | ------------- | --------- | ------- |
| 1  | Adrian Quist    | 26  | 1936            | 1935          | 1935      | 1939    |
| 2  | Frank Sedgman   | 24  | 1951            | 1951          | 1948      | 1950    |
| 3  | Ken McGregor    | 23  | 1951            | 1951          | 1951      | 1951    |
| 4  | Lew Hoad        | 21  | 1953            | 1953          | 1953      | 1956    |
| 4  | Ken Rosewall    | 22  | 1953            | 1953          | 1956      | 1956    |
| 6  | Neale Fraser    | 25  | 1957            | 1958          | 1959      | 1957    |
| 7  | Roy Emerson     | 25  | 1962            | 1960          | 1959      | 1959    |
| 8  | John Newcombe   | 23  | 1965            | 1967          | 1965      | 1967    |
| 8  | Tony Roche      | 24  | 1965            | 1967          | 1965      | 1967    |
| 10 | Bob Hewitt      | 37  | 1963            | 1972          | 1962      | 1977    |
| 11 | John Fitzgerald | 28  | 1982            | 1986          | 1989      | 1984    |
| 11 | Anders Järryd   | 29  | 1987            | 1983          | 1989      | 1987    |
| 13 | Jacco Eltingh   | 28  | 1994            | 1995          | 1998      | 1994    |
| 13 | Paul Haarhuis   | 32  | 1994            | 1995          | 1998      | 1994    |
| 15 | Todd Woodbridge | 29  | 1992            | 2000          | 1993      | 1995    |
| 15 | Mark Woodforde  | 34  | 1992            | 2000          | 1993      | 1989    |
| 17 | Jonas Björkman  | 32  | 1998            | 2005          | 2002      | 2003    |
| 18 | Bob Bryan       | 30  | 2006            | 2003          | 2006      | 2005    |
| 18 | Mike Bryan      | 30  | 2006            | 2003          | 2006      | 2005    |
| 20 | Daniel Nestor   | 35  | 2002            | 2007          | 2008      | 2004    |
| 21 | Lijendar Pedzs  | 38  | 2012            | 1999          | 1999      | 2006    |

Megjegyzés: 1977–1985 között az Australian Opent decemberben rendezték, így a naptári év utolsó GS-versenye volt.
Női páros versenyzők
| #  | Játékos               | Kor | Australian Open | Roland Garros | Wimbledon | US Open |
| -- | --------------------- | --- | --------------- | ------------- | --------- | ------- |
| 1  | Louise Brough Clapp   | 27  | 1950            | 1946          | 1946      | 1942    |
| 2  | Doris Hart            | 26  | 1949            | 1951          | 1951      | 1951    |
| 3  | Shirley Fry Irvin     | 30  | 1957            | 1950          | 1951      | 1951    |
| 4  | Althea Gibson         | 30  | 1957            | 1956          | 1956      | 1957    |
| 5  | Maria Bueno           | 20  | 1960            | 1960          | 1958      | 1960    |
| 6  | Margaret Court        | 22  | 1961            | 1964          | 1964      | 1963    |
| 6  | Lesley Turner Bowrey  | 21  | 1964            | 1964          | 1964      | 1961    |
| 8  | Judy Tegart Dalton    | 32  | 1964            | 1966          | 1969      | 1970    |
| 9  | / Martina Navratilova | 23  | 1980            | 1975          | 1976      | 1977    |
| 10 | Kathy Jordan          | 21  | 1981            | 1980          | 1980      | 1981    |
| 10 | Anne Smith            | 21  | 1981            | 1980          | 1980      | 1981    |
| 12 | Pam Shriver           | 21  | 1982            | 1984          | 1981      | 1983    |
| 13 | Helena Suková         | 25  | 1990            | 1990          | 1987      | 1985    |
| 14 | Gigi Fernández        | 28  | 1993            | 1991          | 1992      | 1988    |
| 14 | / Natallja Zverava    | 21  | 1993            | 1989          | 1991      | 1991    |
| 16 | / Jana Novotná        | 25  | 1990            | 1990          | 1989      | 1994    |
| 17 | Martina Hingis        | 17  | 1997            | 1998          | 1996      | 1998    |
| 18 | Serena Williams       | 19  | 2001            | 1999          | 2000      | 1999    |
| 18 | Venus Williams        | 20  | 2001            | 1999          | 2000      | 1999    |
| 20 | Lisa Raymond          | 33  | 2000            | 2006          | 2001      | 2001    |
| 21 | Sara Errani           | 27  | 2013            | 2012          | 2014      | 2012    |
| 21 | Roberta Vinci         | 31  | 2013            | 2012          | 2014      | 2012    |
| 23 | Barbora Krejčíková    | 26  | 2022            | 2018          | 2018      | 2022    |
| 23 | Kateřina Siniaková    | 26  | 2022            | 2018          | 2018      | 2022    |

Megjegyzés: 1977–1985 között az Australian Opent decemberben rendezték, így a naptári év utolsó GS-versenye volt.
Vegyes páros versenyzők
| #  | Játékos               | Kor | Australian Open | Roland Garros | Wimbledon | US Open |
| -- | --------------------- | --- | --------------- | ------------- | --------- | ------- |
| 1  | Jean Borotra          | 29  | 1928            | 1927          | 1925      | 1926    |
| 2  | Doris Hart            | 26  | 1949            | 1951          | 1951      | 1951    |
| 2  | Frank Sedgman         | 21  | 1949            | 1951          | 1951      | 1951    |
| 4  | Margaret Court        | 20  | 1963            | 1963          | 1963      | 1961    |
| 5  | Ken Fletcher          | 23  | 1963            | 1963          | 1963      | 1963    |
| 6  | Owen Davidson         | 23  | 1965            | 1967          | 1967      | 1966    |
| 7  | Billie Jean King      | 24  | 1968            | 1967          | 1967      | 1967    |
| 8  | Marty Riessen         | 33  | 1969            | 1969          | 1975      | 1969    |
| 9  | Bob Hewitt            | 39  | 1961            | 1970          | 1977      | 1979    |
| 10 | Mark Woodforde        | 27  | 1992            | 1992          | 1993      | 1992    |
| 11 | Todd Woodbridge       | 24  | 1993            | 1995          | 1994      | 1990    |
| 12 | / Martina Navratilova | 46  | 2003            | 1974          | 1985      | 1985    |
| 13 | Daniela Hantuchová    | 22  | 2002            | 2005          | 2001      | 2005    |
| 14 | Mahes Bhúpati         | 29  | 2006            | 1997          | 2002      | 1999    |
| 15 | Cara Black            | 30  | 2010            | 2002          | 2004      | 2008    |
| 16 | Lijendar Pedzs        | 42  | 2003            | 2016          | 1999      | 2008    |
| 17 | Martina Hingis        | 35  | 2005            | 2016          | 2015      | 2015    |